# Booswichtenclub
De Booswichtenclub (Engels: Foul Fellows' Club of ook wel Badfellows' Club) is een fictieve club in een aantal Disney-verhalen. De club bestaat uit Midas Wolf, Rein Vos, Vittorio Wezel, Barend Buizerd en Bruin Beer. Zij hebben de club samen opgericht met de bedoeling het Duckstadse Bos te terroriseren. 

## Achtergrond
De Booswichtenclub werd in 1965 door Andries Brandt, die namens de Toonder Studio's de verhalen over de Kleine en Grote Boze Wolf maakte, in de verhalen geïntroduceerd, evenals de Brave-Dames-Club. In deze setting waren naast Midas Wolf enkele andere beesten zonder naam lid van die club. Dit waren vaak beren, vossen, marters, wezels e.d., vaak voorzien van een boevenmasker, een hoed en ook wel sigaretrokend als een echte boef. Pas later zouden enkele dieren die een vaste rol hadden in de wolvenstrips en in de verhalen van Broer Konijn hun opwachting in de club maken (zie hieronder).
De Booswichtenclub is gehuisvest in een hutje ergens in het Duckstadse Bos. De clubleden smeden daar snode plannen, die vervolgens altijd in het water vallen. Dit ligt voornamelijk aan de spreekwoordelijke pech van Midas en de domheid van vooral Meneer Beer. Er wordt vaak "limonadebubbel", of iets dergelijks, gedronken op een goede afloop.

## Rol van elk lid in de verhalen
Bruin BeerDe domste van het gezelschap, hij laat zich vaak gebruiken voor domme praktijken ten behoeve van de andere leden. Vaak mislukken de plannen van de andere clubleden door zijn stommiteiten. Meneer Beer wil met name graag Broer Konijn grijpen, omdat hij hem wil opeten en omdat Broer Konijn Meneer Beers wortels vaak pikt. Hierin heeft hij een gemeenschappelijk belang met Rein, waarmee hij min of meer bevriend is, hoewel Rein de vriendschap eigenlijk alleen maar onderhoudt om er zelf van te profiteren en om Bruins kippen te kunnen stelen.
Rein VosBedenkt het merendeel van alle plannen, en zorgt ervoor dat ze uitgevoerd worden. Rein Vos is erg sluw, en meestal mislukken de plannen alleen maar doordat de mede-booswichten het plan niet begrijpen of verkeerd uitvoeren. Rein Vos opereert ook buiten de Booswichtenclub, hij steelt dan meestal kippen van Bruin Beer of probeert samen met Bruin Beer Broer Konijn te vangen. Hij is bevriend met alle booswichten, maar speciaal met Meneer Beer om te profiteren van diens dommigheid.
Midas WolfDeinst er niet voor terug de andere clubleden te benadelen, wat hem meestal op een aframmeling komt te staan. Zijn grootste doel is het vangen van de drie biggetjes. In sommige verhalen van alleen hem en zijn zoontje Wolfje komt de Booswichtenclub ook voor, of een lid ervan.
Vittorio WezelDoet zich voor als leider van de club, hoewel dit vaak ter discussie gaat. Hij draagt soms ook een plan aan, maar dat is dan meestal iets in zijn eigen voordeel. Hij heeft het stiekem ook voorzien op de kippen van Meneer Beer, maar doet voor de vorm mee met de biggenjacht van Midas en de konijnenjacht van Rein Vos. Verder doet hij mee met alles wat niet deugt en doet daar schijnheilig over.
Barend BuizerdSteelt vooral en werkt vaak samen met Vittorio Wezel.

## Eigenaardigheden
- De leden van de club beheersen de Nederlandse taal erg slecht. Als ze wat schrijven, staan sommige letters in spiegelbeeld en is er geschreven op uitspraak. De naam van hun eigen club, die op een bordje op het clubhuis hangt, is vrijwel nooit goed gespeld. Het is dan bijvoorbeeld geschreven als Booswigtuh Klub.

## Vijanden
- Koning Leo Leeuw
- De sheriff, deze arresteert de club vaak als een van hun plannen weer eens in het water is gevallen en sluit hen dan op. Van de verhalen die de Toonder Studio's in de jaren zestig maakte is dit personage een veldwachter in de vorm van een buldog.
- Mevrouw Schaapkens van de Brave-Dames-Club. Dit personage komt alleen voor in de verhalen uit de jaren zestig.